# Synagoge (Osjaków)

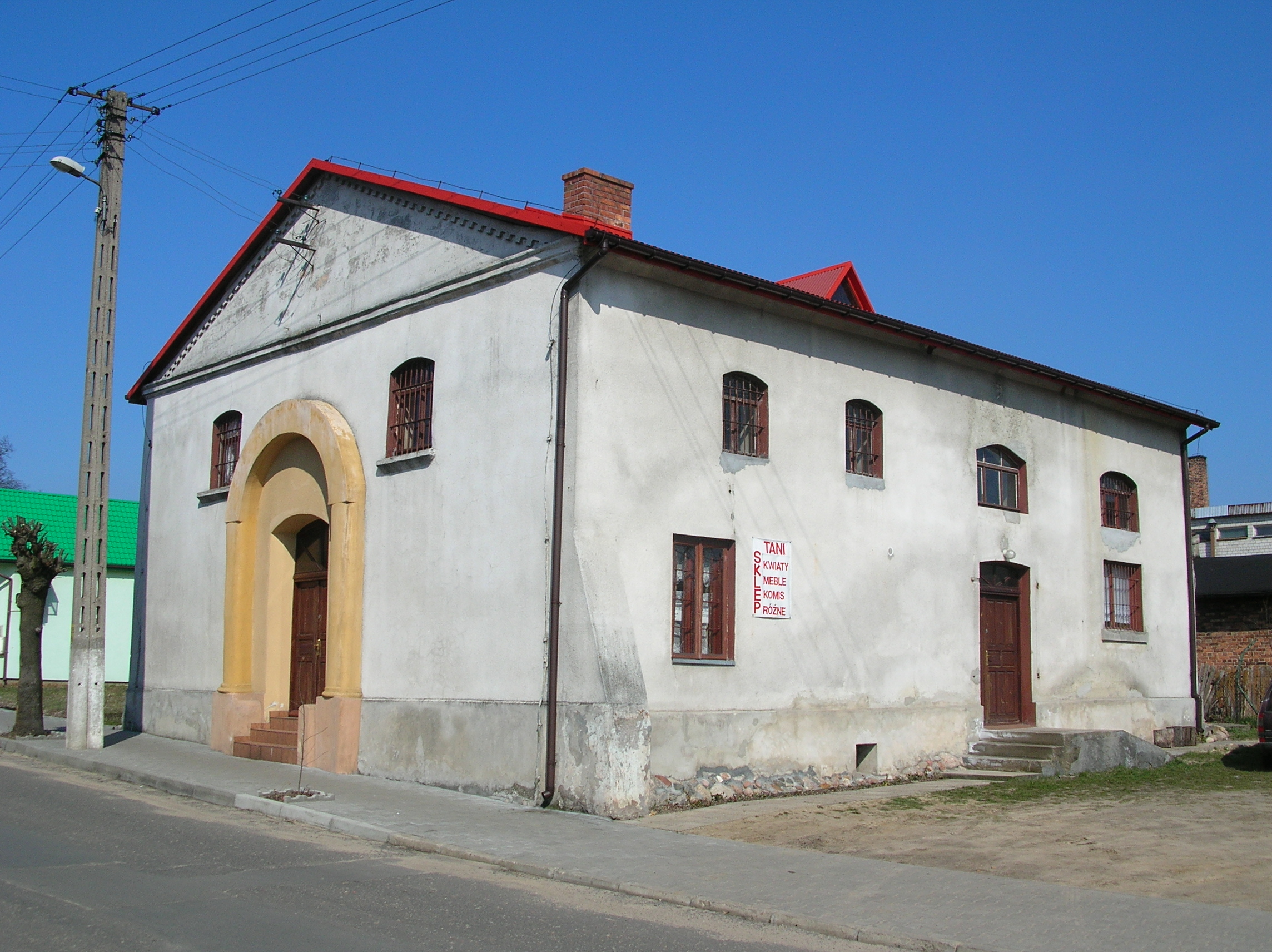
Synagoge Osjaków, Straßenansicht (2009)

Die Synagoge in Osjaków (deutsch Osjakow, 1943–1945 Ostwerder), einer Stadt in der Woiwodschaft Łódź in Polen, wurde Ende des 19. Jahrhunderts erbaut. Die profanierte Synagoge dient als Ladengeschäft.

## Geschichte
Die ersten Juden begannen sich im 18. Jahrhundert in Osjaków niederzulassen. Zur Zeit der Wende zum 19. Jahrhundert wurde eine unabhängige jüdische Gemeinde gegründet. Ihre Mitglieder waren hauptsächlich im Handel und Handwerk tätig und besaßen deshalb meist Häuser am Marktplatz. Ende des 19. Jahrhunderts baute die Gemeinde ihre Synagoge.
Im Jahr 1921 lebten 759 Juden in Osjaków, was 49 Prozent der Gesamtbevölkerung entsprach. In der Zeit der Zweiten Polnischen Republik blühte das Leben der jüdischen Gemeinde auf. Es fand in Vereinen und einer Gruppen der Misrachi-Bewegung statt. Ein polnisch-jüdisches Transportunternehmen stellte in den 1930er Jahren Verbindungen in die Kreisstadt Wieluń her.
Nach dem deutschen Überfall auf Polen wurde die Synagoge geschändet und die Inneneinrichtung zerstört. In das offene Ghetto wurden 600 Juden gezwungen. Im August 1942 wurde es liquidiert. Die Bewohner wurden in der Kirche des Orts eingesperrt und über Wieluń  in das Ghetto Litzmannstadt (Łódź) oder in das Vernichtungslager Kulmhof gebracht.

## Beschreibung
Die Synagoge ist ein Backsteingebäude mit rechteckigem Grundriss. Durch Nachnutzungen erfuhr sie Umbauten und erhielt vergitterte Fenster. Sie dient als Ladengeschäft.

## Friedhof der jüdischen Gemeinde
Der jüdische Friedhof im Norden des Orts wurde im 18. Jahrhundert errichtet. Die letzte bekannte Beerdigung fand 1942 statt. Er wurde ebenfalls während der deutschen Besatzungszeit zerstört. Auf einer Fläche von 0,5 Hektar ist kein einziger Grabstein erhalten.